# Victoria Joäng
Victoria Joäng, född  17 oktober 1989, är en svensk friidrottare (mångkamp). Hon tävlar för IFK Lund. Hon vann SM-guld i sjukamp år 2013.

## Personliga rekord
| Utomhus - 100 meter – 12,44 (Ängelholm 17 augusti 2013) - 100 meter – 12,13 (medvind) (Helsingborg 7 juli 2013) - 200 meter – 24,95 (Helsingborg 18 maj 2013) - 200 meter – 25,26 (Ribeira Brava, Portugal 5 juli 2014) - 400 meter – 57,29 (Göteborg 28 juni 2008) - 800 meter – 2:12,81 (Falun 15 augusti 2004)> - 800 meter – 2:15,58 (Upplands Väsby 7 september 2014)> - 800 meter – 2:17,62 (Ribeira Brava, Portugal 6 juli 2014)> - 100 meter häck – 14,57 (Tammerfors, Finland 14 juni 2014)> - 100 meter häck – 14,63 (Upplands Väsby 6 september 2014) - 100 meter häck – 14,53 (medvind) (Ribeira Brava, Portugal 5 juli 2014) - Höjd – 1,72 (Kalmar 14 september 2013) - Höjd – 1,69 (Ribeira Brava, Portugal 5 juli 2014) - Höjd – 1,69 (Upplands Väsby 6 september 2014) - Längd – 6,06 (Köpenhamn, Danmark 4 maj 2014)> - Längd – 5,82 (Ribeira Brava, Portugal 6 juli 2014) - Kula – 12,70 (Tammerfors, Finland 14 juni 2014)> - Kula – 12,52 (Ribeira Brava, Portugal 5 juli 2014) - Spjut – 39,03 (Köpenhamn, Danmark 3 maj 2014) - Spjut – 38,25 (Tammerfors, Finland 15 juni 2014) - Spjut – 37,27 (Upplands Väsby 7 september 2014) - Sjukamp – 5 562 (Ribeira Brava, Portugal 6 juli 2014) | Inomhus - 60 meter – 7,77 (Lund 18 januari 2014) - 400 meter – 57,04 (Göteborg 26 februari 2005) - 60 meter häck – 8,74 (Lund 18 januari 2014) - Höjd – 1,71 (Kristianstad 12 januari 2014) - Längd – 5,82 (Malmö 26 januari 2014) - Kula – 12,87 (Göteborg 23 februari 2014) |

### Fotnoter
1. ↑  ”SM i mångkamp 2013”. smfriidrott.com. Arkiverad från originalet den 19 januari 2015. https://web.archive.org/web/20150119042146/http://smfriidrott.com/sites/default/files/groupfiles/SM-resultat2.pdf. Läst 29 juli 2013.
2. ↑  ”SM i mångkamp 2014” (pdf). smfriidrott.com. Arkiverad från originalet den 4 april 2015. https://web.archive.org/web/20150404185716/http://smfriidrott.com/sites/default/files/groupfiles/smdec14resultatX.pdf. Läst 25 mars 2015.
3. ↑  ”Stafett-SM 2008”. Arkiverad från originalet den 9 juni 2009. https://web.archive.org/web/20090609064617/http://www.stafett-sm.se/resultat. Läst 25 mars 2015.
4. 1 2 3 4 5 6 7 8 9 10  ”Personsida hos IAAF”. iaaf.org. https://www.iaaf.org/athletes/sweden/victoria-joang-293106. Läst 27 oktober 2016.
5. 1 2 3 4 5 6 7 8 9 10 11 12 13 14 15 16 17 18  ”Personsida på AllAthletics”. all-athletics.com. Arkiverad från originalet den 28 oktober 2016. https://web.archive.org/web/20161028023336/http://www.all-athletics.com/node/148414. Läst 27 oktober 2016.
6. 1 2 3 4 5 6 7 8 9  ”Personsida på European Athletics' webbplats”. european-athletics.org. http://www.european-athletics.org/athletes/group=j/athlete=128351-joang-victoria/index.html. Läst 27 oktober 2016.